# Hop to It!

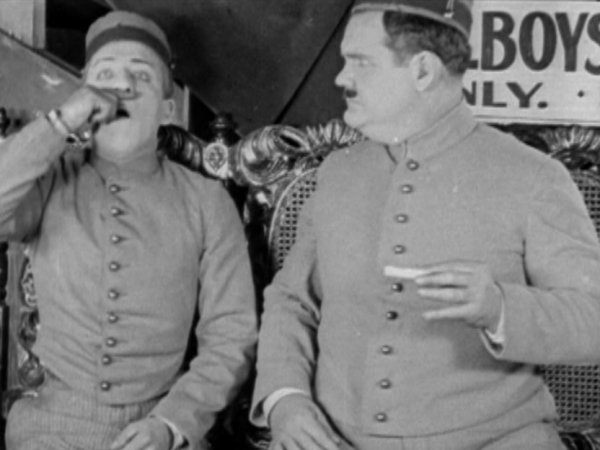
Bobby Ray et Oliver Hardy dans une scène du film.

Hop to It! est un film américain réalisé par Ted Burnsten et sorti en 1925.

## Synopsis
Babe Hardy et Bobby Ray sont tous deux groom dans un grand hôtel. Quand une jolie cliente arrive, Hardy se réserve deux petites valises et colle quatre énormes malles sur le dos de son collègue.

## Fiche technique
- Réalisation : Ted Burnsten
- Sccénario : Ted Burnsten
- Producteur : Billy West
- Distributeur : Arrow Film Corporation[2]
- Durée : 23 minutes
- Date de sortie :
  - États-Unis : 1er juillet 1925

## Distribution
- Bobby Ray : un groom
- Oliver Hardy : un groom
- Janet Dawn : une cliente de l'hôtel
- Frank Alexander : un client de l'hôtel
- Spencer Bell

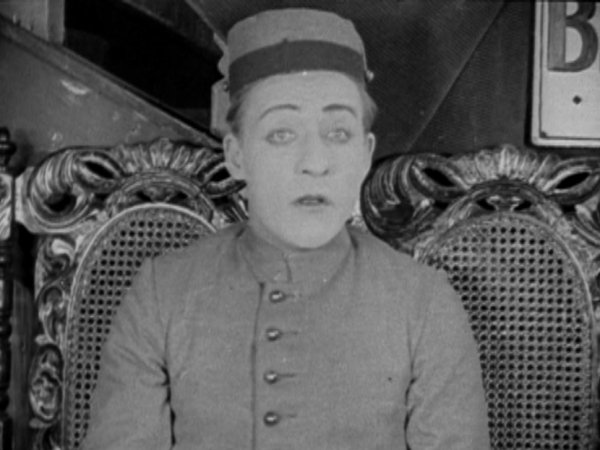
Bobby Ray
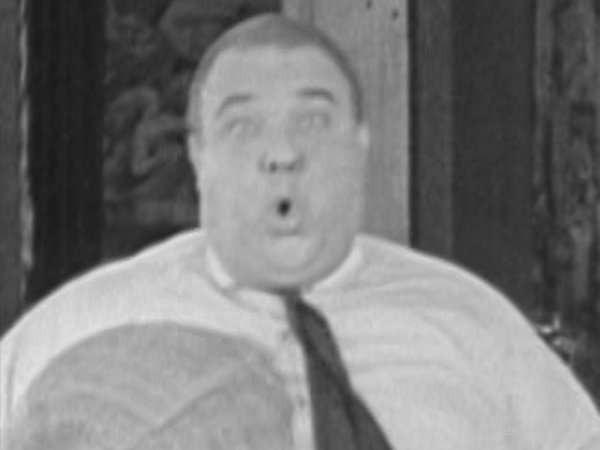
Frank Alexander
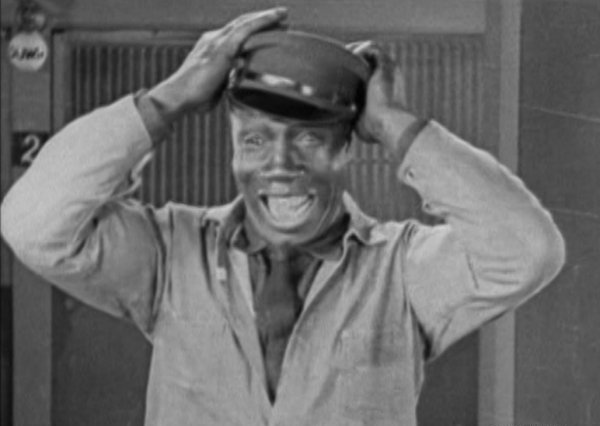
Spencer Bell